# Calendar (New Style) Act 1750

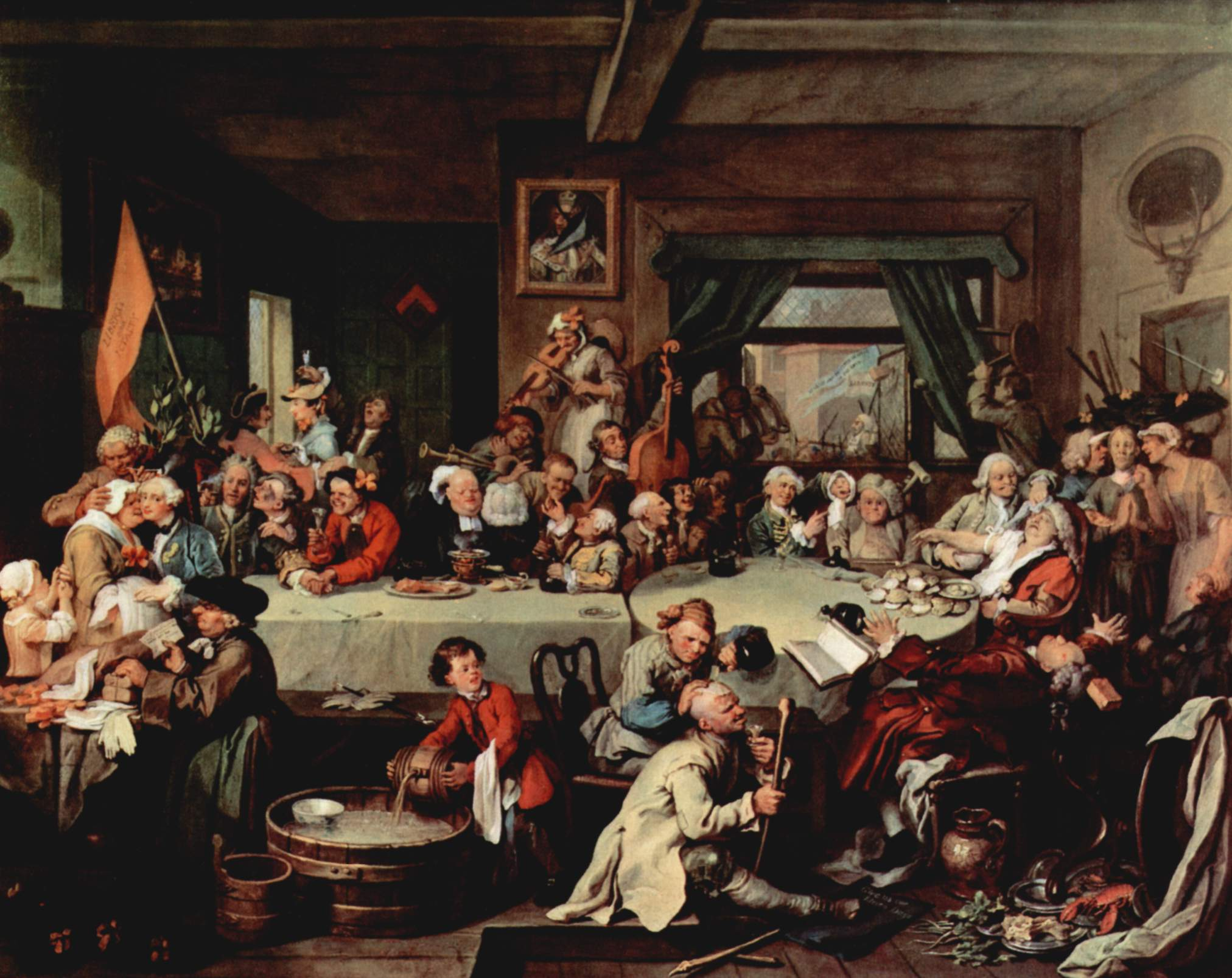
Het schilderij An Election Entertainment van William Hogarth (±1755). Rechtsonder het schilderij is de campagnebanier te zien van de Tory Party met daarop de slogan "Geef ons onze elf dagen".

De Calendar (New Style) Act 1750 was een wet van het Parlement van Groot-Brittannië. Door deze wet ging Groot-Brittannië en haar dominions van de juliaanse kalender over op de gregoriaanse kalender dat reeds in gebruik was in de rest van West-Europa.
Voor 1752 hield Groot-Brittannië met haar Rijk de Juliaanse kalender aan. In 46 v.Chr. werd deze kalender voor het eerst ingesteld door de Romeinse keizer Julius Caesar. Deze kalender had echter wel een foutmarge van één dag eens in de 128 jaar. Dit vanwege een miscalculatie van het zonnejaar, namelijk elf minuten. Dit had invloed op de datum van Pasen, dat traditioneel werd gevierd op 21 maart. Pasen zou steeds verder worden verwijderd van de nachtevening van de lente.
Om dit probleem aan te pakken werd in Groot-Brittannië de gregoriaanse kalender ingesteld. Dit is een zonnekalender, gebaseerd op een jaarverdeling van 365 dagen en 12 maanden. Elke maand bestond uit 30 of 31 dagen. Eén maand bestond uit 28 dagen, namelijk februari. Een schrikkeljaar eens in de vier jaar voegde een extra dag toe aan februari, waardoor het 29 dagen zou tellen.
De eerste landen die de nieuwe kalender in 1582 introduceerden waren Frankrijk, Italië, Polen, Portugal en Spanje. Turkije was het laatste land dat officieel overging naar het nieuwe systeem. Dit gebeurde op 1 januari 1927.

## Overgang
De Calendar (New Style) Act 1750 introduceerde de gregoriaanse kalender in het Britse Rijk, waardoor Groot-Brittannië dezelfde kalender zou hanteren als de rest van West-Europa. De introductie ging niet zonder slag of stoot. Het jaar 1751 zou door de nieuwe wet slechts 282 dagen tellen en lopen van 25 maart (Nieuwjaar volgens de juliaanse kalender) tot en met 31 december. Het jaar 1752 zou vervolgens weer beginnen op 1 januari.
Er ontstond bij de overgang wel een probleem. De datum in Groot-Brittannië moest gelijkgetrokken worden met de rest van Europa. Het was daarom noodzakelijk om de kalender met elf 'verloren dagen' te corrigeren. Er werd besloten dat woensdag 2 september 1752 zou worden opgevolgd door donderdag 14 september 1752.
Er werd beweerd dat de elf verloren dagen zouden hebben geleid tot civiele onrust, die vervolgens zouden zijn uitgedraaid op rellen. De bewering zou berusten op een misinterpretatie van een schilderij van William Hogarth. Op zijn schilderij uit 1755 An Election Entertainment wordt een diner in een taverne afgebeeld dat zou zijn georganiseerd door Whig-kandidaten voor de verkiezingen van 1754. Rechtsonder het schilderij is een gestolen campagnebanier van de Tory Party afgebeeld met daarop de slogan: "Give us our Eleven Days" (Nederlands: Geef ons onze elf dagen). Door het raam van de taverne zijn Tories te zien die buiten demonstreren. De kalenderwijziging was inderdaad een discussiepunt tijdens de verkiezingscampagne van 1754 tussen de Whigs en de Tories.

## Legende
Toen de Britse regering besloot om de kalender te wijzigen en besloot elf dagen over te slaan, waren er mensen die geloofden dat hun leven ook elf dagen korter zou duren. Men was ook ontevreden en wantrouwig over het feit dat heilige dagen, waaronder Pasen, zouden worden verplaatst. Sommigen waren tegen de kalenderwijziging omdat zij de gregoriaanse kalender zagen als een 'pauselijke' kalender. In Groot-Brittannië was de meerderheid van de bevolking destijds protestants. De meeste historici gaan er nu echter van uit dat deze protesten nooit hebben plaatsgevonden. De 'kalenderrellen' zouden een laat-georgiaanse variant zijn van een stadslegende.
Niet iedereen zou ontevreden zijn geweest over de nieuwe kalender. In zijn boek Murder, Myths en Monument of North Staffordshire schrijft W.M. Jamieson over ene William Willett uit Endon. Willet zou hebben beweerd dat hij in staat was om 12 dagen en 12 nachten non-stop te dansen. Op de avond van 2 september 1752 danste hij de hele nacht door het dorp heen. De volgende morgen, 14 september volgens de nieuwe kalender, stopte hij met dansen en eiste hij zijn weddenschapsgeld op.

## Belastingen
De kalenderwijziging heeft gevolgen gehad die vandaag de dag nog merkbaar zijn in Groot-Brittannië. In dat land begint het fiscale jaar op 6 april, in plaats van 1 januari. Het officiële begin van het jaar volgens de juliaanse kalender begon op Lady Day (25 maart). Dit was daarom de officiële start van het fiscale jaar. Echter, de introductie van de nieuwe kalender en het verlies van de elf dagen in 1752 zorgde ervoor dat deze datum in 1753 werd aangepast naar 5 april. Dit om te voorkomen dat er elf dagen belastinginkomsten zouden worden misgelopen. In 1800 vond er nog een wijziging plaats. Dat jaar zou volgens de juliaanse kalender een schrikkeljaar zijn, maar niet volgens de gregoriaanse kalender. Het fiscale jaar werd wederom aangepast en de datum werd veranderd in 6 april. Vandaag de dag is dit in Groot-Brittannië nog steeds de startdatum van het fiscale jaar.